# Агеев, Павел Михайлович
Павел Михайлович Агеев   (1880—1939) — донской казак, близок к меньшевикам, член Всероссийского учредительного собрания, министр землеустройства и земледелия Южно-Русского правительства

## Биография
Донской казак. Родился в семье казачьего урядника из станицы Клетская Области войска Донского. Выпускник  Воронежской духовной семинарии, затем студент Юрьевского университета. Завершил высшее образование на юридическом и физико-математическом факультетах Харьковского университета.
18 июня 1906 году студент Агеев, подъесаул Филипп Миронов и дьякон Николай Бурыкин выступили на сборе казачества Усть-Медведицкого округа с призывом отказаться от полицейской службы. Тогда же в Усть-Медведицкой станице студенты-социалисты  П. М. Агеев, П. А. Скачков и дьякон Бурыкин арестовали Окружного Атамана ген. Филенкова и продержали его в писарской станичного правления под арестом в течение полдня. Ездил вместе с ними в Санкт-Петербург, чтобы передать это решение в Первую государственную Думу. На обратном пути в Новочеркасске все трое были арестованы. Приговорён к 3-х месячному аресту "при полиции". После того, как новый сход усть-медведицких казаков объявил заложником окружного атамана, Миронов, Агеев и Бурыкин были освобождены. 
Получив образование, вернулся на родину. До 1914 года служил преподавателем в коммерческом училище в Новочеркасске, а позже – заведующим общественной гимназией в станице Клетская. 
По убеждениям социал-демократ, причислял себя к «бернштейнианцам». Был близок к меньшевикам. Под полицейским надзором с 1906.  Был одним из лидеров Всероссийского крестьянского союза. К 1917 году директор Новочеркасской гимназии. 
В 1917 председатель съезда фронтовых казаков в Киеве, член Предпарламента.
Избран во Всероссийское учредительное собрание в Донском избирательном округе по списку № 4 (казаки). 
Член Донского войскового круга, министр земледелия при Деникине. Один из лидеров демократической оппозиции атаману Краснову, был популярен среди казаков. В феврале 1919 ранен в результате покушения.
С февраля 1920 министр землеустройства и земледелия Южно-Русского правительства, но в марте 1920 года вышел из него и уехал в Тифлис. В апреле 1920 года в тифлисской газете «Борьба» в опубликовал открытое письмо с призывом к казачеству прекратить борьбу с красными.
В апреле 1921 году после взятия Тифлиса Красной армией арестован, сначала под следствием находился в Ростов-на-Дону, затем в Москве. После суда, через некоторое время освобождён.  
Преподавал в учебных заведениях. 
Снова арестован в 1930 году в Москве
Расстрелян в ходе сталинских репрессий.

## Семья
- Отец — Михаил Григорьевич Агеев, жил в ст. Усть-Медведицкой[5]
- Мать — Анна Яковлевна Агеева, урождённая ?, жила в ст. Усть-Медведицкой[5]
- Жена — Наталья Захаровна Агеева, урождённая ?[5]
  - Дочь — ?[5]
  - Дочь — ?[5]
- Брат — Иван Михайлович Агеев, жил в Москве[5].
- Брат — Георгий Михайлович Агеев, жил в Москве[5].
- Брат — Александр Михайлович Агеев (1893, Келецкая — 9 ноября 1922, София) войсковой старшина, адъютант генералов А. М. Каледина, В. И. Сидорина, А. П. Краснова[9], в эмиграции, один из организаторов "Союза возвращения на родину", редактор газеты "На Родину" (позднее "Новая Россия"), член советской миссии Красного креста, убит врангелевским офицером Николаем Бойчаровым[10].